# 글록 18
글록 18은 글록 시리즈 중 유일한 완전 자동권총이다. 외형은 글록 17과 비슷하지만 33발(원래는 17발 혹은 19발 탄창) 탄창을 사용할 수 있고 분당 1200발이라는 높은 발사속도를 지녔다. 반동 때문에 일반권총에 비해 정확도가 떨어진다.

## 대중 문화
- 게임
  - 로블록스에 팬텀포스에서 머신 피스톨로 등장한다.
  - 서든어택에 연사 권총으로 등장한다.
  - 이스케이프 프롬 타르코프에서 연사 권총으로 등장한다.
  - 배틀그라운드, 배틀그라운드 모바일, 배틀그라운드: 뉴스테이트에서 글록 18의 C(compensated)모델인 P18C로 등장한다.

- 영화
  - 매트릭스2의 모피어스가 일본도와 같이 사용하였다.

## 장점
- 아주빠른 연사 속도 덕분에 실제 전투에서의 활용도가 높아졌다.

- 짧은 총열 덕분에 기동성이 높아지고, 글록17과 같이 뛰어난 내구성과 고장이 거의 없다는 이유로 많은 군대와 사람들이 채택하고 있다.

## 단점
- 연사력이 매우 빠르지만 그만큼 반동이 매우 심하다. 한손으로 쏠때에 손목을 삘 수도 있으므로 각별히 주의를 해야한다.

- 총열이 짧아 기동성이 높아지나 그만큼 정확도와 사거리가 짧아져서 활용성이 근접전투로 하락했다.

## 같이 보기
- 글록 17
- 글록 19